# Hamlet (Liszt)
 (février 2024).
Si vous disposez d'ouvrages ou d'articles de référence ou si vous connaissez des sites web de qualité traitant du thème abordé ici, merci de compléter l'article en donnant les références utiles à sa vérifiabilité et en les liant à la section « Notes et références ».
Pour les articles homonymes, voir Hamlet (homonymie).
Hamlet est un poème symphonique de Franz Liszt inspiré de la pièce de théâtre éponyme de Shakespeare et composé en 1858.

## La conception
En janvier 1856 est représenté Hamlet de Shakespeare, à Weimar, avec pour acteur principal Bogumil Dawilson. L'interprétation personnelle de ce dernier impressionne vivement Liszt qui en fait part dans une lettre à Agnès Steel. Il voit en Hamlet, à la différence de Gœthe, un « prince intelligent, entreprenant, à hautes visées politiques, qui attend le moment propice pour accomplir sa vengeance », et la folie d'Ophélie semble pouvoir s'expliquer par le fait que l'être aimé, Hamlet, lui est infiniment supérieur « c'est elle qui est écrasée sous sa mission par son impuissance d'aimer Hamlet comme il lui faut être aimé, et sa folie n'est que le decrescendo d'un sentiment dont l'inconsistance ne lui permet pas de se maintenir dans la région de Hamlet ». Deux ans plus tard, Liszt compose à Weimar ce dixième poème symphonique qui présente la caractéristique de résumer en quelque neuf à dix minutes la pièce de Shakespeare.

## Comparaison avec la pièce de Shakespeare
Le poème symphonique conserve la très savante architecture de la pièce originale, comme l'ont montré Pierre-Antoine Huré et Claude Knepper dans leur essai Dionysos ou le crucifié. Architecture qui peut se décomposer sous la forme d'une pyramide : les actes I et V présentant un niveau d'action quasiment nul en tant qu'exposition et dénouement, les actes II et IV permettent la transition, le passage ou la sortie du troisième acte, ce dernier étant le nœud central autour duquel tout gravite. Le tableau ci-contre permet de se représenter cette architecture savante:
| Les degrés de gradation | Montant                                                | Stable                                                   | Descendant                                                    |
| ----------------------- | ------------------------------------------------------ | -------------------------------------------------------- | ------------------------------------------------------------- |
| Floruit (Acte III)      | Opposition à Ophélie (scène 1)                         | Représentation théâtrale (la courbe s'inverse) (scène 2) | Hamlet ne tue pas Claudius (scène 3) et tue Polonius (scène4) |
| Deuxième stade          | Acte II : mise en place de la représentation théâtrale | —                                                        | Acte IV : péripéties multiples                                |
| Premier stade           | Acte I : apparition du fantôme                         | —                                                        | Acte V : Hamlet tué en duel par Laertes                       |

La comparaison avec le second tableau ci-dessous montre très clairement que Liszt a opéré une complète transposition de la pièce en langage musical. À ce titre Hamlet semble une tentative réussie de ce drame musical rêvé par Liszt, et réalisé par Wagner.
| Les degrés de gradation | Montant                                   | Stable          | Descendant                                |
| ----------------------- | ----------------------------------------- | --------------- | ----------------------------------------- |
| Floruit (Acte III)      | 1er interlude Ophélie (mes. 160)          | Allegro ironico | 2e interlude Ophélie (mes. 160)           |
| Deuxième stade          | Allegro molto agitato (Acte II : mes. 75) | —               | Allegro appassionato (Acte IV : mes. 218) |
| Premier stade           | Molto lento e lugubre (Acte I : mes. 1)   | —               | Molto lento e lugubre (Acte V : mes. 338) |